# Маринельо, Беатрис
Беатрис Маринельо (исп. Beatriz Marinello; род. 14 мая 1964) — американская шахматистка, международный мастер среди женщин (1985). Тренер.
Шахматами стала заниматься в 13 лет. В 16 лет победила на чемпионате Чили. В 1990 году переехала в США.
В составе сборной США участница 16-й Олимпиады (1994) в Москве.
Президент шахматной федерации США (2003—2005).

## Изменения рейтинга
| Графики недоступны из-за технических проблем. См. информацию на Фабрикаторе и на mediawiki.org. |